# Gumdel
Gumdel – gaun wikas samiti w środkowej części Nepalu w strefie Dźanakpur w dystrykcie Ramechhap. Według nepalskiego spisu powszechnego z 2001 roku liczył on 494 gospodarstw domowych i 2563 mieszkańców (1336 kobiet i 1227 mężczyzn).